# Zigliara
Zigliara är en kommun i departementet Corse-du-Sud på ön Korsika i Frankrike. Kommunen ligger  i kantonen Santa-Maria-Siché som tillhör arrondissementet Ajaccio. År 2022 hade Zigliara 128 invånare.

## Befolkningsutveckling
Antalet invånare i kommunen Zigliara
Referens:INSEE